# 山路ふみ子
山路 ふみ子（やまじ ふみこ、1912年〈明治45年〉3月13日 - 2004年〈平成16年〉12月6日）は、日本の女優・実業家・社会事業家・慈善家。兵庫県神戸市長田区出身。本名・大久保 ふみ子（おおくぼ ふみこ）。映画人の育成、功績のあった人の賞賛、教育・文化・福祉事業への支援活動に、私財を投げ打った。

## 来歴・人物
1912年、兵庫県神戸市に生まれる。1930年、森高等女学校（現・神戸学院大学附属高等学校）在学中に神戸新聞社主催のミス神戸に選出され、同年、大阪松竹楽劇部（現・OSK日本歌劇団）を経て、帝国キネマ演芸株式会社に新人幹部候補生として入社し、『時代の反抗児』で映画デビューを飾る。たちまち看板スターとして脚光を浴び、雑誌や広告にもモデルとして登場するが、演技への評価はあまり高くなかった。
山路ふみ子という芸名の由来は、菊池寛の小説『結婚二重奏』のヒロインの名を菊池本人から頂戴したものである。
帝国キネマから日活へ移籍後、新興キネマに復帰し、主演女優として多くの作品に出演し、数本の映画主題歌もレコーディングした。日産自動車、ウテナ化粧品等の広告モデルも務めた。
1937年、新興キネマに移ってきた溝口健二が映画『愛怨峡』の主演に抜擢し演技指導、その後も溝口の作品に出るようになる。
戦後、『暁の大地に咲く』（1949年）への映画出演を最後に映画界を引退し、母と共に東京都港区芝公園で料亭「山路」を経営する実業家に転身した。自身は女将として、母が切り盛りし繁盛した。1964年に母の目の病気を機に料亭を廃業した後に、当時の日本の医療器具では母の目の病気を完治させることが不可能であったことなどから、その土地と建物を売却して得た私財の内、半分以上にあたる一億円を基金として擲ち、「日本の科学の発展の為に寄与する。」という目的で「山路ふみ子自然科学振興財団」を設立して助成活動を開始し、今度は社会事業家として名前が世に知られるようになる。なお、これは「お金は人様のために使わなくては」との母の言葉に従ったものである。
1963年に東京都善行銅賞受賞、同年、「中央公論・婦人公論」最高殊勲夫人に推された。1972年に藍綬褒章を受章。
また、1976年5月に映画人を育成して、功績のあった人を賞賛すること、ならびに教育・文化・福祉事業への支援活動を行うために、私財を投げ打って「山路ふみ子文化財団」を設立。毎年７部門に50万円の賞金を授与した。さらにネパールに職業訓練学校を寄付するなど、慈善活動を海外にまで広げた。
1978年、母が亡くなったショックで酒浸りとなり、くも膜下出血で倒れたが奇跡的に生還、車椅子で再び活動を続け、1993年にはネパールから勲章を贈られている。
2004年12月６日、心不全にて92歳で没。

## エピソード
- 1930年代に個人で自家用車を保有し、運転免許を取得して自ら車を運転していた、数少ない日本人女性ドライバーの一人である。

## 主な出演作品

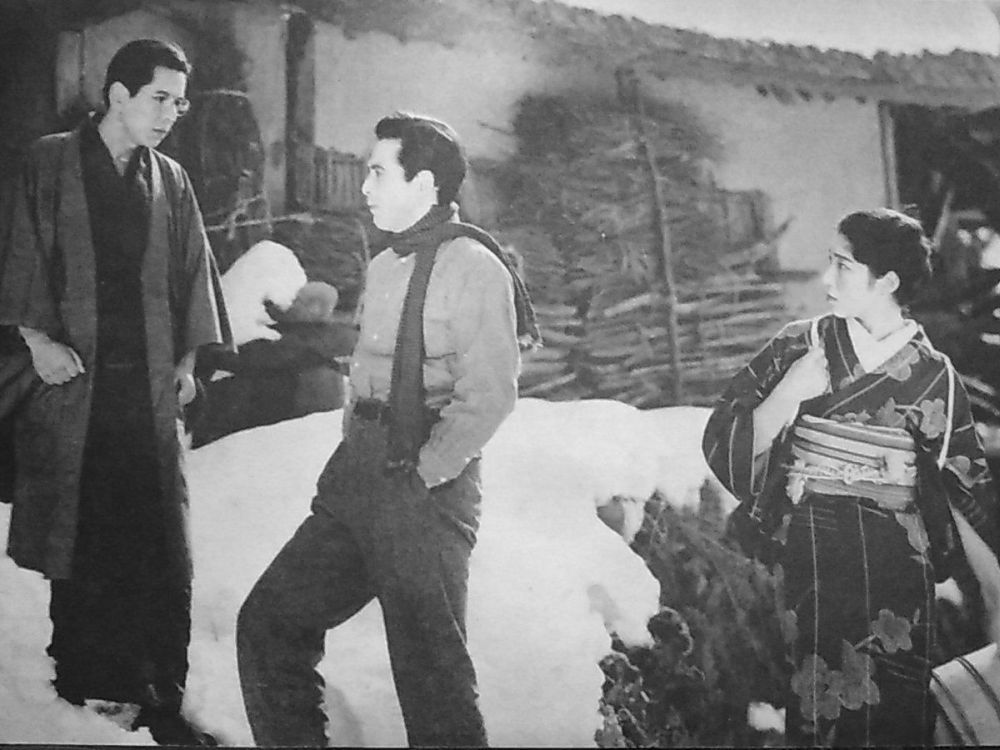
『愛怨峡』(1937年)
右から山路ふみ子、河津清三郎、清水将夫

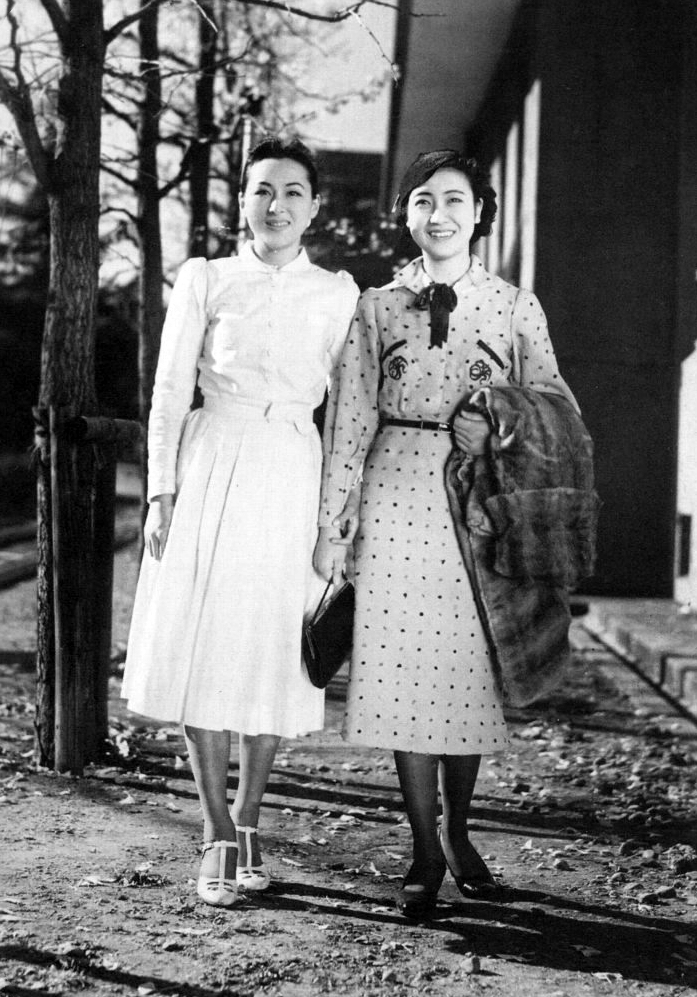
『評判五人娘』(1939年)
山路ふみ子（右）、逢初夢子（左）

- 『時代の反抗児』（1930年、帝国キネマ）
- 『神戸行進曲』（1930年、帝国キネマ）
- 『恋は田舎でするものよ』（1930年、帝国キネマ）
- 『花嫁寝台列車』（1934年、日活）
- 『国境の町』（原作/岡田八千代、1935年、新興）
- 『龍涎香』（原作/久米正雄、1935年、新興）
- 『三聯花』（原作/吉屋信子、1935年、新興）
- 『三つの愛』（原作/川村花菱、1936年、新興）
- 『己が罪』（原作/菊池幽芳、1936年、新興）
- 『花嫁設計図』（原作/中野実、1936年、新興）
- 『浮かれ桜』（1936年、新興）
- 『街の姫君』（原作/菊池寛、1936年、新興）
- 『愛怨峡』（原作/川口松太郎、1937年、新興）
- 『淨婚記 真砂の巻』（原作/細田民樹、1937年、新興）
- 『淨婚記 比芙美の巻』（原作/細田民樹、1937年、新興）
- 『露営の歌』（1938年、新興）
- 『母の魂』（1938年、新興）
- 『男の魂』（1938年、新興）
- 『あゝ故郷』（1938年、新興）
- 『妻の魂』（1938年、新興）
- 『新しき門』（原作/中野実、1938年、新興）
- 『日本の魂』（1938年、新興）
- 『評判五人娘』（1939年、新興）
- 『紅痕』（原作/竹田敏彦、1939年、新興）
- 『結婚問答』（原作/木々高太郎、1939年、新興）
- 『愛情一筋道』（1939年、新興）
- 『母』（原作/鶴見祐輔、1939年、新興）
- 『若妻の夢』（1939年、新興）
- 『愛の記念日』（1939年、新興）
- 『太平洋行進曲』（1940年、新興）
- 『玄界灘』（原作/山田克郎、1940年、新興）
- 『狂亂の娘藝人』（原作/長田幹彦、1940年、新興）
- 『闘ふ母』（原作/広津和郎、1940年、新興）
- 『暖きふる里』（原作/藤戸三四「JOBKラジオドラマ当選脚本『斧音』」、1941年、新興）
- 『ある映画監督の生涯 溝口健二の記録』（1975年、近代映画協会）※取材協力

## 著書・参考文献
- 山路ふみ子『命あるかぎり贈りたい　山路ふみ子自伝』草思社、1994年5月、ISBN 4794205538
- 立花忠男『日本映画スチール集 新興キネマ モダニズム篇』ワイズ出版、2002年1月、ISBN 4898301274
- 佐藤忠男、丸尾定、登川直樹『新興キネマ 戦前娯楽映画の王国』山路ふみ子文化財団、1993年3月、ISBN 4845993104